# Electron Blue
«Electron Blue» es el tercer sencillo de R.E.M. dentro del álbum Around the Sun de 2004. Esta canción vio la luz a finales de febrero de 2005 y estuvo presente en las programaciones musicales hasta julio de ese año, cuando el grupo lanzó Wanderlust.
Es el más experimental de los temas del disco, así como el más electrónico de la banda en mucho tiempo. Su vídeo fue grabado en uno de los ensayos de sus directos.
Michael Stipe, cantante y autor de la mayoría de las letras de la banda, comentó en recitales que la canción fue inspirada por un sueño sobre una droga alucinógena eléctrica hecha de luz, idea que se ve implícita en la letra de la canción. Stipe también ha dicho que ésta es su favorita del álbum 'Around the Sun'. Inspiró su maquillaje en los escenarios, una banda azul pintada a lo largo de sus ojos.
- Datos: Q1419705